# Synodus falcatus
Synodus falcatus is een straalvinnige vissensoort uit de familie van hagedisvissen (Synodontidae). De wetenschappelijke naam van de soort is voor het eerst geldig gepubliceerd in 1989 door Waples & Randall.